# Präsidentschafts- und Parlamentswahl in Ecuador 2002
Die Präsidentschafts- und Parlamentswahl in Ecuador 2002 fand am 20. Oktober statt. Bei ihr wurden der Präsident der Republik, die Vizepräsident und die 100 Mitglieder des Nationalkongresses gewählt.
Die Stichwahl der Präsidentschaftswahl fand am 24. November statt.

## Ergebnis

### Präsidentschaftswahl
| Kandidaten                                                   | Kandidaten            | Parteien                                        | 1. Wahlgang | 1. Wahlgang | 2. Wahlgang | 2. Wahlgang |
| Kandidaten                                                   | Kandidaten            | Parteien                                        | Stimmen     | %           | Stimmen     | %           |
| ------------------------------------------------------------ | --------------------- | ----------------------------------------------- | ----------- | ----------- | ----------- | ----------- |
|                                                              | Lucio Gutiérrez       | Partido Sociedad Patriótica – Pachakutik        | 943.123     | 20,6        | 2.803.243   | 54,8        |
|                                                              | Álvaro Noboa          | Partido Renovador Institucional Acción Nacional | 794.614     | 17,4        | 2.312.854   | 45,2        |
|                                                              | León Roldós           | Binomio Roldós – Padilla                        | 703.593     | 15,4        |             |             |
|                                                              | Rodrigo Borja         | Izquierda Democrática                           | 638.142     | 14,0        |             |             |
|                                                              | Xavier Neira Menéndez | Partido Social Cristiano                        | 553.106     | 12,1        |             |             |
|                                                              | Jacobo Bucarám        | Partido Roldosista Ecuatoriano                  | 544.688     | 11,9        |             |             |
|                                                              | Jacinto Velazquez     | Movimiento Transformación Social Independiente  | 169.311     | 3,7         |             |             |
|                                                              | Ivonne Baki           | PLRE – META                                     | 79.598      | 1,7         |             |             |
|                                                              | César Alarcon         | Partido Libertad                                | 54.793      | 1,2         |             |             |
|                                                              | Osvaldo Hurtado       | Movimiento Patria Solidaria                     | 49.043      | 1,1         |             |             |
|                                                              | Antonio Vargas        | Movimiento Independiente Amauta Jatari          | 39.171      | 0,9         |             |             |
| Gesamt                                                       | Gesamt                | Gesamt                                          | 4.569.182   | 100         | 5.116.097   | 100         |
|                                                              |                       |                                                 |             |             |             |             |
| Leere Stimmzettel                                            | Leere Stimmzettel     | Leere Stimmzettel                               | 245.494     | 4,6         | 50.938      | 0,9         |
| Ungültige Stimmzettel                                        | Ungültige Stimmzettel | Ungültige Stimmzettel                           | 483.905     | 9,1         | 640.074     | 11,0        |
| Wähler                                                       | Wähler                | Wähler                                          | 5.298.581   | 65,0        | 5.807.109   | 71,2        |
| Wahlberechtigte                                              | Wahlberechtigte       | Wahlberechtigte                                 | 8.154.425   |             | 8.154.425   |             |
|                                                              |                       |                                                 |             |             |             |             |
| Quelle: CNE, Elecciones presidenciales del Ecuador 1948–2017 |                       |                                                 |             |             |             |             |

### Parlamentswahl
| Partei                                            | Mandate |
| ------------------------------------------------- | ------- |
| Partido Social Cristiano                          | 25      |
| Partido Roldosista Ecuatoriano                    | 15      |
| Izquierda Democrática                             | 13      |
| Partido Renovador Institucional Acción Nacional   | 10      |
| Pachakutik                                        | 5       |
| Democracia Popular                                | 4       |
| Movimiento Popular Democrático                    | 4       |
| Partido Sociedad Patriótica                       | 4       |
| Concentración de Fuerzas Populares                | 1       |
| Transformación Democrática                        | 1       |
| Partido Libertad                                  | 1       |
| Movimiento Integración Provincial                 | 1       |
| Partido Socialista – Frente Amplio                | 1       |
| Movimiento Patria Solidaria                       | 1       |
| Bündnis PSP – MUPP                                | 3       |
| Bündnis PS – MUPP                                 | 2       |
| Bündnis ID – DP                                   | 1       |
| Bündnis ID – MCNP                                 | 1       |
| Bündnis ID – MIRE                                 | 1       |
| Bündnis AN – PS – DP                              | 1       |
| Bündnis MPD – PS                                  | 1       |
| Bündnis MUPP – MCNP                               | 1       |
| Bündnis PSC – AN                                  | 1       |
| Bündnis PSP – MPD                                 | 1       |
| Bündnis UN – PSC                                  | 1       |
| Gesamt                                            | 100     |
|                                                   |         |
| Quelle: CNE, Resultados electorales – Hoy Ecuador |         |